# Spartaeus emeishan
Spartaeus emeishan là một loài nhện trong họ Salticidae.
Loài này thuộc chi Spartaeus. Spartaeus emeishan được Zhu, Yang & Zhang miêu tả năm 2007.